# Шамурин, Евгений Иванович
Евгений Иванович Шамурин (16 (28) октября 1889, Ереван — 1 декабря 1962, Москва) — советский литературовед и книговед, профессор (с 1944), доктор педагогических наук.

## Биография
Евгений Иванович Шамурин родился в 1889 году в семье юриста и обедневшей дворянки. Детство его проходило сначала во Владикавказе, затем в Тамбове. В 1899 году поступает в Тамбовскую гимназию. Помимо учебы увлекается музыкой, много читает, как классиков русской литературы, так и новые прогрессивные произведения. Русско-японская война и первая русская революция во многом повлияли на мировоззрение учащейся молодежи, которая требовала реформ в школе, участвовала в антиправительственных демонстрациях, организовывала стачки. Е. И. Шамурин был избран членом стачечного комитета тамбовских учащихся. В декабре 1905 года в газете «Тамбовский голос» появилась его первая статья – «О реформе средней школы».
В начале 1906 года его, вместе с товарищем по гимназии В. Н. Подбельским, арестовывают и высылают за пределы Тамбовской губернии под гласный надзор полиции. В этом же году Евгений переезжает в Казань к своему дяде Н. П. Загоскину – профессору Казанского университета, который помогает ему поступить в седьмой класс 3-й Казанской мужской гимназии. В период учебы он печатает несколько статей на общественно-политические темы.
В 1908 году Е. И. Шамурин заканчивает гимназию и поступает в Казанский университет на юридический факультет. В это время увлекается музыкой, живописью театром, пробует себя в качестве лектора. В 1910 году была прочитана его первая публичная лекция – о М. Метерлинке. Учебу в университете Е. И. Шамурин совмещает с посещением лекций по истории искусств, учится в музыкальном училище по классу виолончели, а позднее – в художественной школе, печатает статьи по искусству, пробует писать лирические рассказы.
По окончании Казанского университета в 1912 году Е. И. Шамурин отбывает воинскую повинность в саперном батальоне и одновременно числится в коллегии адвокатов, а позднее «кандидатом на судебные должности» при Казанской судебной палате. В годы первой мировой войны был мобилизован в армию в качестве прапорщика запаса.
В 1918 в рядах Народной армии отступил из Казани в Омск. К декабрю 1918 г. — прапорщик, сотрудник по русской прессе Информационного отдела Штаба Верховного главнокомандующего (колчаковской армии), в январе 1919 г. — начальник отделения печати Информационного отдела, с февраля — помощник начальника, обер-офицер для поручений и делопроизводства осведомительного отделения Особой канцелярии при штабе Верховного главнокомандующего (Осканверх); с весны 1919 г. упоминается также как заведующий отделом омской газеты «Русская армия», где публиковался в основном под псевдонимом «Е. Белов».
В 1921—1937 и 1945—1949 работал в Российской центральной книжной палате (с 1936 — Всесоюзной) в Москве, с 1923 — редактор государственного библиографического указателя «Книжная летопись», с 1932 — заместитель директора Палаты, в 1940—1950 — заведующий кафедрой фондов и каталогов Московского библиотечного института (ныне Московский государственный университет культуры и искусств).
Был председателем Междубиблиотечной каталогизационной комиссии, а также — руководителем работ по созданию библиотечно-библиографической классификации в СССР.
Умер в 1962 и похоронен в Москве на Востряковском кладбище.

## Научная деятельность
Основным направлением работ Е. И. Шамурина была разработка организационных, методологических и научно-методических проблем библиотечной и библиографической деятельности, статистики печати.
В 1923 и начале 1924 года Евгений Иванович работает над составлением руководства по библиографическому описанию, результатом чего становится книга «Каталография. Руководство к библиографическому описанию книги». Это весьма обширное для того времени пособие по описанию произведений печати на русском языке, расценивалось библиографами как заметное событие в библиографии.
Рецензируя книгу Е. И. Шамурина, член Русского библиографического общества, библиотековед и библиограф А. И. Калишевский писал: «Перед нами очень серьезный и обстоятельный труд… В рассматриваемом руководстве, прежде всего, надо отметить чрезвычайную полноту и подробность в разработке правил библиографического описания, предусматривающих самые разнообразные виды изданий…». Указав на недостатки работы, он отмечает: «…каждому библиотекарю полезно иметь надлежащее представление об углубленном библиографическом описании, и этой потребности вполне отвечает труд Шамурина».
Высокую оценку «Каталографии…» дал Н. А. Рубакин: «…Своею книгою вы, как мне кажется, заполнили существенный пробел в современной русской библиографической литературе...».
В последующие годы «Каталография…» подвергалась и критике. К ее недостаткам были отнесены: излишняя подробность и педантичность рекомендуемого в ней библиографического описания произведений печати, формализм. В значительной части эти замечания были справедливы.
В целом же, книга Е. И. Шамурина содержала немало положений, правильность которых была подтверждена последующей практикой библиографии, и которые позднее нашли отражение в «Единых правилах по описанию произведений печати для библиотечных каталогов» (Ч.1, Вып. 1, 1949 год).
Решение об издании Книжной палатой печатных карточек для библиотечных каталогов поставило перед редакцией «Книжной летописи» задачу согласования методов описания, которое велось на основе «Каталографии…», с «Инструкцией», разработанной для научных библиотек Каталогизационной комиссией Института библиотековедения Государственной библиотекой СССР имени В. И. Ленина. Изменения, внесенные в правила описания, нашли отражение в «Руководстве по составлению алфавитного каталога» (опубликовано в 1927 году), которое выдержало три издания. Оно отличалось от «Каталографии…» более широким охватом отдельных проблем описания, например: описания журнальных статей, вспомогательные описания.
В 30-е годы Е. И. Шамурин работает над вопросами классификации и терминологии. В 1932 году, занимая должность заместителя директора Книжной палаты по научной части, Шамурин ставит вопрос о создании единого всесоюзного центра государственной регистрации произведений печати и первичной библиографической информации. В результате  приложенных усилий происходит реорганизация Книжной палаты во всесоюзный центр государственной библиографии (1936). Под руководством Евгения Ивановича работает ряд методических комиссий, он входит в состав редколлегии журнала «Библиография», редактирует отдельные выпуски серии «Пособия по библиографии и библиографической технике» и ряд библиографических указателей, выпускаемых Книжной палатой.
В период 1930–1950 гг. библиограф публикует несколько работ по методике описания отдельных видов произведений печати и по отдельным вопросам книгоописания. Некоторые из них стали исходной базой для разработки последующих индивидуальных и коллективных пособий. Это относится к его книге «Библиографирование и каталогизация периодики» и инструкции «Расписывание статей периодических изданий». Разрабатывая систему описания периодики, автор исходил из принципа возможно более полной унификации методов описания периодических и непериодических изданий.
Деятельность Е. И. Шамурина в области методики библиографического описания и каталогизации не ограничивается созданием теоретических трудов и научно-методических руководств. Будучи председателем Межбиблиотечной каталогизационной комиссии, наряду с другими лицами, он является автором первоначального текста первого выпуска 1-го тома «Единых правил по описанию произведений печати для библиотечных каталогов» и ответственным редактором этого издания, выпущенного в свет в 1949 году.
В 1950 году библиограф уходит на пенсию, посвящая все свободное время завершению своих капитальных теоретических трудов: «Очерки истории библиотечно-библиографической классификации» (т.1–2, 1955–1959), «Словарь книговедческих терминов» (1958), «Методика составления аннотаций» (1959). В это же время он принимает активное участие в деятельности ряда научно-общественных организаций.
Профессор Е. И. Шамурин внёс большой вклад в развитие библиографии и библиотечного дела в СССР.
Основным направлением работ Е. И. Шамурина была разработка организационных, методологических и научно-методических проблем библиотечной и библиографической деятельности, статистики печати.
Е. И. Шамурину принадлежит первый опыт составления советского книговедческого справочного издания — «Словаря книговедческих терминов».
Наиболее известен, однако, как составитель (совместно с И. С. Ежовым) антологии «Русская поэзия XX века» (1925) — «знаменитой антологии, подводившей итоги „серебряного века“» и ставшей «архетипическим образцом поэтической антологии».

## Избранная библиография
- Каталография (1925),
- Руководство по составлению алфавитного каталога (1927),
- Государственная центральная книжная палата РСФСР: возникновение и деятельность (1930),
- Алфавитный каталог (1932),
- Методика библиографической работы (1933),
- Алфавитный каталог и его организация (1936),
- Систематический каталог и его организация (1936),
- Очерки по истории библиотечно-библиографической классификации (т.1-2, 1955—1959),
- Словарь книговедческих терминов (1958),
- Методика составления аннотаций (1959).